# 바이포 폭포

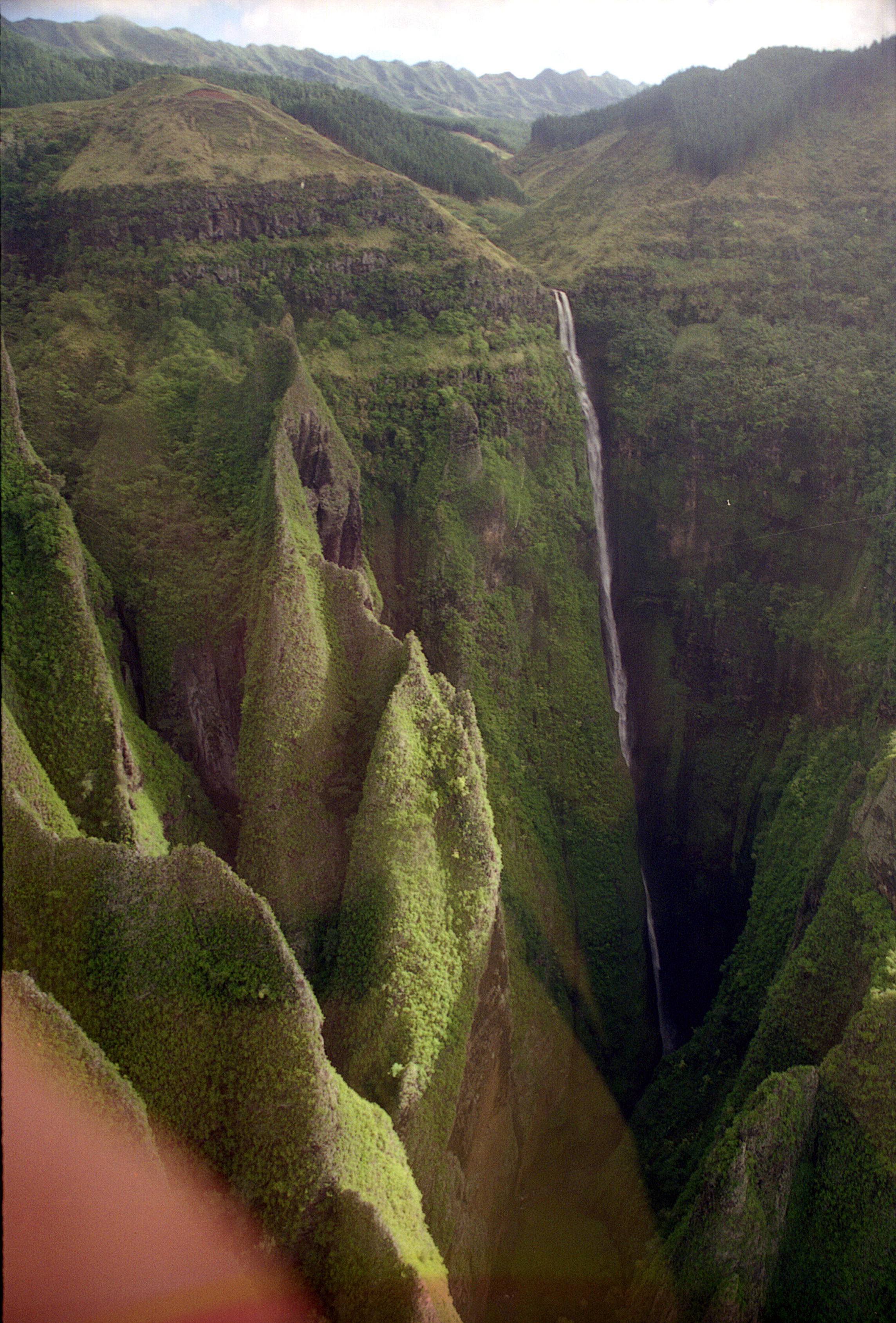
바이포 폭포

바이포 폭포(Vaipō Waterfall), 폴리네시아어로는 아후이이(Ahuii) 또는 아후에이(Ahuei)는 프랑스령 폴리네시아의 마르키즈 제도의 누쿠히바섬의 폭포이다. 350미터 높이에서 떨어지는 말꼬리형 폭포이며 뉴질랜드와 하와이 밖 폴리네시아에서 가장 높은 폭포이다. 이 폭포는 하카우이 계곡에 위치한다. 폭포의 최상부는 현무암으로 되어 있으며 여기서 폭포가 쏟아져나온다. 폭포의 바닥에 닿기 전에 물분무로 바뀌면서 협곡의 벽을 적시며 주변을 빛나게 한다.